# Euan Uglow
Euan Uglow (* 10. März 1932 in London; † 31. August 2000 ebenda) war ein britischer Maler und Vertreter der  School of London.

## Leben
Uglow wuchs im London der 1930er Jahre in einfachen Verhältnissen im Stadtteil Tulse Hill auf. Die Kriegsjahre verbrachten er und seine beiden Geschwister zum Teil im Rahmen von Evakuierungsmaßnahmen außerhalb Londons. Ab 1944 lebte die Familie im Stadtteil West Norwood.
Von 1948 bis 1950 studierte Uglow an der Camberwell School of Art und wurde dort unter anderem von William Coldstream (1908–1987), Bernard Arthur Ruston Carter (1909–2006) und Claude Rogers (1907–1979) unterrichtet. Auch John Minton lehrte zu diesem Zeitpunkt an der Schule.
Coldstream hatte an der 1938 in London von ihm selbst mitbegründeten Euston Road School eine Technik äußerst präziser naturalistischer Malerei „vor dem Modell“ entwickelt, die er nach der kriegsbedingten Schließung der Schule ab 1945 an der Camberwell School of Art und ab 1949 an der Slade School of Art unterrichtete. Der junge Euan Uglow zählte zum engsten Kreis von Coldstreams Eleven und übernahm die von diesem vermittelten Techniken größtenteils eins zu eins in seine malerische Praxis. 1950 folgte er Coldstream an die Slade, wo er 1954 das Malereistudium abschloss.
1956 kehrte Uglow als Teilzeit-Unterrichtender an die Camberwell School of Art zurück, ab 1961 unterrichtet er auch an der Slade. 1959 bezog er ein Atelier im Stadtteil Battersea im Südwesten Londons, das ihm fortan als Wohn- und Arbeitsraum diente. Eine 1963 mit einer seiner Studentinnen geschlossene Ehe wurde nach drei Jahren kinderlos geschieden.
Euan Uglow unternahm häufige Studienreisen, die ihn unter anderem nach Italien, Frankreich, Griechenland, in die Türkei, nach Marokko und Ägypten führten. Der Künstler galt zwar als Einzelgänger, unterhielt jedoch zahlreiche Freundschaften auch außerhalb Großbritanniens und hielt sich über längere Zeiträume unter anderem in Volterra (1972 und 1973), am Luganersee (1976), in der Provence (1984) sowie im chinesischen Hangzhou (1987) auf.
Anerkennung seiner künstlerischen Leistungen stellte sich erst mit Verzögerung in der zweiten Lebenshälfte ein. Dieses Schicksal teilte Uglow freilich mit den meisten Proponenten der School of London, deren Schaffen zu den Hochzeiten von „aktuelleren“ Strömungen wie Abstraktem Expressionismus, Tachismus, Konzeptkunst und Pop-Art kaum wahrgenommen wurde.
Zu Uglows Schülern an der Slade zählten in den 1980er und 1990er Jahren unter anderem John Long (1964–2016) und Andy Pankhurst (* 1968), die die von Coldstream begründete genuin britische Tradition einer streng naturalistischen Figuration in dritter Generation fortsetzen.
Im Jahr 2000 erlag Euan Uglow 68-jährig einem Krebsleiden.

## Werk
Im Mittelpunkt von Uglows Œuvre steht die menschliche Figur, einerseits der (meist weibliche) Akt, andererseits das Porträt bzw. die Kopfstudie. Stillleben und Landschaftsmalerei spielen ebenfalls eine bedeutende Rolle.
Uglow arbeitete wie sein Lehrmeister William Coldstream bevorzugt im Atelier vor dem Modell („studio nude“) und adaptierte auch Coldstreams zeitaufwändige Technik des Maßnehmens an Modellen und Stillebengegenständen. Porträt- und Aktsitzungen erstreckten sich meist über viele Monate, fallweise gar über Jahre.
Uglow lehnte es ab, Bilder – auch solche, die bereits das Atelier verlassen hatten – als „fertig“ zu betrachten, vielmehr sei der Malprozess lediglich „unterbrochen“. Auch im jeweils finalen Zustand tragen Uglows Gemälde wie jene William Coldstreams deutliche Spuren des langwierigen Entstehungsprozesses in Form von Markierungen und Hilfslinien der Unterzeichnung, die den Eindruck des „Unfertigen“ zu bestätigen scheinen.
Anders als Coldstream ging es Uglow jedoch nicht um die möglichst naturalistische Darstellung des „Gewöhnlichen“, dem sich Coldstream als Humanist und erklärter Sozialdemokrat besonders verbunden und verpflichtet fühlte, vielmehr war Uglow's Ansatz ein formal analytischer, der ein sorgfältiges Studium des Absorptionsverhaltens von Körpern im Licht voraussetzt und auf dieser Grundlage die Plastizität des Bildgegenstands zu betonen und für den Betrachter „begreifbar“ zu machen sucht: Das kontrastive Gegeneinandersetzen von farblich subtil modulierten Flächen verleiht Figuren, Köpfen und Gegenständen einen skulpturalen Charakter.
Der Kunsthistoriker Richard Kendall nennt „Geometrie, Proportion und die Kunst des Quattrocento“ als die drei wichtigsten der vielen obsessiven Interessen des Malers. Die Schulung an den Meistern der italienischen Frührenaissance war es auch, die die gedämpfte, erdige Farbigkeit von Uglow’s Gemälden der 1950er und 60er Jahre um das Jahr 1970 einer größeren Luzidität weichen ließ: Sowohl Figuren als auch Stillgegenstände sind in der reifen Schaffensphase der letzten drei Lebensjahrzehnte meist gegen einen leuchtend monochromen Hintergrund abgesetzt.
Weggefährten und Kritiker des Malers sind sich darin einig, dass die Faszination, die von seinen Gemälden ausgeht, schwer in Worte zu fassen ist. Uglow's Künstlerkollege John McLean beschreibt deren  besondere Qualität wie folgt: „His observation is so exquisite, each discrete plane, each color rings out, like a note in a finely delivered song. The planes coalesce just like such sounds… The surface of a Uglow painting is beautiful. The frankness with which it reveals its construction resonates as you read the continuum of form and space.“